# جيمس إيرل ميجر
جيمس إيرل ميجر (بالإنجليزية: James Earl Major)‏ هو محامي وقاضي وسياسي أمريكي، ولد في 5 يناير 1887 بدونلسون في الولايات المتحدة، وتوفي في 4 يناير 1972 بهيلزبورو في الولايات المتحدة. حزبياً، نشط في الحزب الديمقراطي. وقد انتخب قاضي محكمة الاستئناف الأمريكية للدائرة الاتحادية وانتخب عضو مجلس النواب الأمريكي.